# Consell Democràtic del País Valencià
Consell Democràtic del País Valencià (CDPV) fou un organisme unitari de l'oposició al franquisme al País Valencià, constituït l'agost de 1975 per PSPV, UDPV, PSAN, Partit Carlí del País Valencià, Socialistes Valencians Independents, MCPV, UCE i USO. Posteriorment, s'hi afegí la Federació Valenciana del PSOE. Per a la seua constitució, es van celebrar quatre reunions (abril, maig, juny i agost del 1975); la tercera va ser interrompuda per la policia, que va detenir tots els participants: els 10 d'Alaquàs. Aquesta detenció i la mateixa constitució del CDPV fou determinant per a la presa en consideració del País Valencià com a subjecte polític, per a la reivindicació de l'Estatut d'Autonomia per al País Valencià i, fins i tot, per a l'ús normal i habitual de la llengua pròpia (catalana) en l'activitat política pública.
A partir de l'avantprojecte d'Estatut d'Autonomia conegut com a Estatut d'Elx (octubre 1975), elaborat per un grup d'intel·lectuals independents, una comissió del CDPV va redactar-ne un altre, que fou aprovat el 16 de març de 1976, més moderat que el d'Elx (s'hi perd la referència al dret d'autodeterminació), però molt influït per aquest: País Valencià, cooficialitat del català, possibilitat de mancomunar-se o fins i tot federar-se amb Catalunya i les Illes Balears…
L'abril de 1976, el CDPV i la Junta Democràtica del País Valencià van constituir una única plataforma unitària: la Taula de Forces Polítiques i Sindicals del País Valencià.